# Lijst van voetbalinterlands Ghana - Niger
Deze lijst van voetbalinterlands is een overzicht van alle officiële voetbalwedstrijden tussen de nationale teams van Ghana en Niger. De landen hebben tot op heden veertien keer tegen elkaar gespeeld. De eerste ontmoeting, een kwalificatiewedstrijd voor de Afrika Cup 1970, was op 17 augustus 1969 in Accra. Het laatste duel, een kwalificatiewedstrijd voor de Afrika Cup 2025, werd gespeeld in de Ghanese hoofdstad op 18 november 2024.

## Wedstrijden
| №  | Plaats         | Datum             | Competitie                           | Wedstrijd     | Uitslag |
| -- | -------------- | ----------------- | ------------------------------------ | ------------- | ------- |
| 1  | Accra          | 17 augustus 1969  | Afrika Cup 1970 kwalificatie         | Ghana − Niger | 6 − 0   |
| 2  | Niamey         | 21 september 1969 | Afrika Cup 1970 kwalificatie         | Niger − Ghana | 1 − 9   |
| 3  | Cotonou        | 17 februari 1982  | Vriendschappelijk                    | Ghana − Niger | 2 − 2   |
| 4  | Bobo-Dioulasso | 30 juli 1984      | Vriendschappelijk                    | Niger − Ghana | 0 − 1   |
| 5  | Accra          | 24 februari 1986  | Vriendschappelijk                    | Ghana − Niger | 2 − 0   |
| 6  | Monrovia       | 2 februari 1987   | Vriendschappelijk                    | Niger − Ghana | 0 − 4   |
| 7  | Niamey         | 13 december 1992  | Vriendschappelijk                    | Niger − Ghana | 0 − 1   |
| 8  | Kumasi         | 23 januari 1993   | Vriendschappelijk                    | Ghana − Niger | 4 − 0   |
| 9  | Niamey         | 16 oktober 1994   | Afrika Cup 1996 kwalificatie         | Niger − Ghana | 1 − 5   |
| 10 | Accra          | 23 april 1995     | Afrika Cup 1996 kwalificatie         | Ghana − Niger | 1 − 0   |
| 11 | Port Elizabeth | 28 januari 2013   | Afrika Cup 2013                      | Niger − Ghana | 0 − 3   |
| 12 | Oran           | 28 januari 2023   | African Championship of Nations 2022 | Niger − Ghana | 2 − 0   |
| 13 | Berkane        | 9 september 2024  | Afrika Cup 2025 kwalificatie         | Niger − Ghana | 1 − 1   |
| 14 | Accra          | 18 november 2024  | Afrika Cup 2025 kwalificatie         | Ghana − Niger | 1 − 2   |

## Samenvatting
| Competitie                      | Totaal gespeeld | Winst Ghana | Gelijk | Winst Niger | Doelsaldo Ghana – Niger |
| ------------------------------- | --------------- | ----------- | ------ | ----------- | ----------------------- |
| Afrika Cup                      | 1               | 1           | 0      | 0           | 3 − 0                   |
| Afrika Cup-kwalificatie         | 6               | 4           | 1      | 1           | 23 − 5                  |
| African Championship of Nations | 1               | 0           | 0      | 1           | 0 − 2                   |
| Vriendschappelijk               | 6               | 5           | 1      | 0           | 14 − 2                  |
| Totaal                          | 14              | 10          | 2      | 2           | 40 − 9                  |

GFA · A-internationals · Selecties ·  Bondscoaches · Ghanees vrouwenelftal · Ghana U21 · Ghana U20 · Ghana U19 · Ghana U18 · Ghana U17
1950 – 1959 ·
1960 – 1969 ·
1970 – 1979 ·
1980 – 1989 ·
1990 – 1999 ·
2000 – 2009 ·
2010 – 2019 ·
2020 − 2029
WK 2006 ·
WK 2010 · 
WK 2014
OS 1964 · 
OS 1968 · 
OS 1972 · 
OS 1976 · 
OS 1992 · 
OS 1996 ·
OS 2004
1950 · 
1951 · 
1952 · 
1953 · 
1954 · 
1955 · 
1956 · 
1957 · 
1958 · 
1959 · 
1960 · 
1961 · 
1962 · 
1963 · 
1964 · 
1965 · 
1966 · 
1967 · 
1968 · 
1969 · 
1970 · 
1971 · 
1972 · 
1973 · 
1974 · 
1975 · 
1976 · 
1977 · 
1978 · 
1979 · 
1980 · 
1981 · 
1982 · 
1983 · 
1984 · 
1985 · 
1986 · 
1987 · 
1988 · 
1989 · 
1990 · 
1991 · 
1992 · 
1993 · 
1994 · 
1995 · 
1996 · 
1997 · 
1998 · 
1999 · 
2000 · 
2001 · 
2002 · 
2003 · 
2004 · 
2005 · 
2006 · 
2007 · 
2008 · 
2009 · 
2010 · 
2011 · 
2012 · 
2013 ·
2014 ·
2015 ·
2016 ·
2017 ·
2018 ·
2019 ·
2020 ·
2021 ·
2022 ·
2023
Algerije ·
Angola ·
Argentinië ·
Australië ·
Benin ·
Bosnië en Herzegovina ·
Botswana ·
Brazilië ·
Burkina Faso ·
Burundi ·
Canada ·
Centraal-Afrikaanse Republiek ·
Chili ·
China ·
Comoren ·
Congo-Brazzaville ·
Congo-Kinshasa ·
Cuba ·
DDR ·
Denemarken ·
Duitsland ·
Egypte ·
Engeland ·
Equatoriaal-Guinea ·
Eritrea ·
Ethiopië ·
Gabon ·
Gambia ·
Griekenland ·
Guinee ·
Guinee-Bissau ·
IJsland ·
India ·
Indonesië ·
Irak ·
Iran ·
Italië ·
Ivoorkust ·
Jamaica ·
Japan ·
Joegoslavië ·
Kaapverdië ·
Kameroen ·
Kenia ·
Lesotho ·
Letland ·
Liberia ·
Libië ·
Madagaskar ·
Malawi ·
Maleisië ·
Mali ·
Marokko ·
Mauritius ·
Mexico ·
Montenegro · 
Mozambique ·
Namibië ·
Nederland ·
Nicaragua ·
Nieuw-Zeeland ·
Niger ·
Nigeria ·
Noorwegen ·
Oeganda ·
Oostenrijk ·
Portugal ·
Qatar ·
Rusland ·
Rwanda ·
Saoedi-Arabië ·
Sao Tomé en Principe ·
Senegal ·
Servië ·
Sierra Leone ·
Singapore ·
Slovenië ·
Soedan ·
Somalië ·
Swaziland ·
Tanzania ·
Thailand ·
Togo ·
Tsjaad ·
Tsjechië ·
Tunesië ·
Turkije ·
Uruguay ·
Verenigde Staten ·
Zambia ·
Zimbabwe ·
Zuid-Afrika ·
Zuid-Korea ·
Zwitserland
Brazilië (2006) · 
Duitsland (2014) ·
Italië (2006) · 
Ivoorkust (2015) · 
Portugal (2014) ·
Servië (2010) · 
Tsjechië (2006) · 
Verenigde Staten (2006) · 
Verenigde Staten (2014)
FNF · Nigerees vrouwenelftal
Interlands
Tegenstander:
Algerije ·
Angola ·
Benin ·
Botswana ·
Burkina Faso ·
Burundi ·
Congo-Brazzaville ·
Congo-Kinshasa ·
Djibouti ·
Egypte ·
Equatoriaal-Guinea ·
Ethiopië ·
Gabon ·
Gambia ·
Ghana ·
Guinee ·
Ivoorkust ·
Kaapverdië ·
Kameroen ·
Lesotho ·
Liberia ·
Libië ·
Madagaskar ·
Mali ·
Marokko ·
Mauritanië ·
Mozambique ·
Namibië ·
Nigeria ·
Oeganda ·
Oekraïne ·
Senegal ·
Sierra Leone ·
Soedan ·
Somalië ·
Swaziland ·
Tanzania ·
Togo ·
Tsjaad ·
Tunesië ·
Zambia ·
Zuid-Afrika